# Philip Richardson (Sportschütze)
Sir Philip Wigham Richardson, 1. Baron Weybridge, OBE (* 26. Januar 1865 in Newcastle; † 23. November 1953 in Weybridge) war ein britischer Sportschütze, Offizier und Politiker.

## Erfolge
Philip Richardson nahm an den Olympischen Spielen 1908 in London und 1912 in Stockholm teil. Mit dem Armeegewehr war er 1908 Teil der britischen Mannschaft, die über sechs verschiedene Distanzen hinter den Vereinigten Staaten und vor Kanada den zweiten Platz belegte. Neben Richardson gewannen außerdem Arthur Fulton, Harcourt Ommundsen, Walter Padgett, Fleetwood Varley und John Martin die Silbermedaille. Mit 413 Punkten war er der viertbeste Schütze der Mannschaft. Vier Jahre darauf schloss er die Einzelkonkurrenz mit dem Armeegewehr auf 600 m mit 79 Punkten auf dem 33. Rang ab. Den Dreistellungskampf über 300 m beendete er auf dem 65. Platz.
Für seine Verdienste wurde er am 4. Juni 1921 zum Officer des Order of the British Empire ernannt und am 20. September 1921 zum Knight Bachelor geschlagen, sodass er fortan an den Namenszusatz „Sir“ führte. 1929 wurde ihm der erbliche Titel Baronet, of Weybridge in the County of Surrey, verliehen. Richardson war Oberstleutnant der British Army und von 1922 bis 1931 als Politiker der Conservative Party Abgeordneter im House of Commons als Vertreter Chertseys.